# Hirden (Guardians of Time)
Hirden er en fiktiv organisation, som optræder i Guardians of Time-serien af Marianne Curley. 

## Hirdens historie
Organistionen blev dannet af den udødelige Lorian, som ønskede et forsvar mod hans søsters, Lathenias, forsøg på at skabe kaos i historien. Det regeres af Lorian selv, med hjælp fra Tribunalet, en forsamling af ni personer, som hver repræsentere et hus. 
Tribunalets, og Hirdens hovedkvater, er placeret i Athen, i året 200 før Jesus fødsel, udenfor menneskets rækkevidde.

## Personer i Hirden

### Ethan Roberts
Ethan var Arkarians lærling, og trænede Isabel, Matt og Neriah. Da han var yngre var ham og Matt bedste venner, men da Rochelle ankom, voksede de fra hinanden. Han følte, ligesom hende, at de var sjælevenner, men de kommer ikke sammen før The Key. Ethan lægger mange kræfter i Hirden, og selvom Triubunalet ikke altid bryder sig om hans ligefremenhed, respektere de ham for hans engagement. I begyndelsen er han sandsynligvis 16 (taget ud fra Isabels alder).

### Arkarian
Arkarian er søn af Lorian. Han er ikke en udødelig, men har særlige evner som ellers kun udødelige har, han åber f.eks. en rifte mellem underverden og Jorden i bog 2. Han skulle have været Seras lærling, men efter hendes død, måtte han tage ansvaret for at træne Ethan, som ellers var givet til Ethans far, Shaun. Han opdager han er Isabel's sjæleven, efter han reder hende fra mellemverdenen. De danner et kærlighedsforhold, Efter at Isabel for evnen til evig ungdom, til stor irretation for hendes bror Matt. Han er meget loyal over for Hirden og alle dets medlemmer, han putter altid andre før sig selv uanset hvad det er, eller hvor meget smerte han vil blive udsat for. 

### Isabel Becket
Isabel er Matt's halv-søster. Hun tilbragte hendes barndom med at følge efter Matt, Ethan og deres venner, dels fordi hun havde en forelskelse på Ethan og dels fordi hun kunne lide de drenge ting de lavede. Hun var Ethan's første lærling, hun var allerede fysisk i form, men behøvede hjælp med at bruge hendes evner. Tribunalet satte hende sammen med Ethan, da man vidste de var et godt hold. Senere tog hun på mission med Arkarian, og de begyndte at have et forhold. Hun får tildelt evnen til evig ungdom, efter Arkarian vil ofre hans evne for at leve sammen med hende. 

### Rochelle
Rochelle var Marduke's spion. Hun blev sendt ind for at ødelægge venskabet mellem Matt og Ethan, som en del af Marduke's hævn mod Ethan's far, Shaun. Hun havde følelser for Ethan, men vidste hun måtte gå ud med Matt, så hun overhørte dem. Hun brugte år på at foregive at elske Matt, og det lykkedes hende at skille ham fra Ethan. Hun forlod endeligt ordenen efter at havde redet Matt fra Marduke. I Hirden var der ikke mange der stolede på hende, kun Arkarian havde fuldstændig tillid til hende. Lorian giver hende en evne der gør hende til mål for forræderen, og kaster en forbandelse over hende, der siger, at den der dræber hende, vil blive til sten efter den næste solopgang. Efter lidt tid begynder hun og Ethan at komme sammen, men hun må lave det største offer for at rede hendes kærlighed.

### Dillon
Dillon er en af Ethans og Matts gamle venner, som fortsatte med at holde med dem begge da de gik hver til sit, på grund af Rochelle. I ”The Dark” opdager man, at Dillon har tilhørt kaosordenen i mange år, og at han er en af de højest rangerede soldater under Lathenia. Dillon hjælper Arkarian efter han blev efterladt i underverden i “The Dark”. Efter deres flugt, bliver han forhørt om kaosordenen, og slutter sig til Hirden, hvor han bliver en god og loyal medlem. 

### Shaun
Shaun er far til Ethan og Sera. Han var var selv en dygtig og æred medlem af Hirden og de udvalgte. Hans partner og beste ven, Marduke, blev forelsket i en kvinde fra fortiden, som skulle dø. Marduke gik imod hans ordre og reglerne for at rede kvinden, og ændre fremtiden. Det gik ikke som planlagt, og Marduke gav Shaun skylden. Shaun og Mardukes lange fejde sluttede med, at Shaun lemlæstede Mardukes ansigt. Efter at Marduke dræber Sera, trækker Shaun sig ud af Hirden, for at undgå af andre skulle komme til skade. Han vender tilbage senere da han opdager Ethans træning med Hirden, og tager sin rette plads i Profetiens fuldførelse.

### Jimmy
Jimmy er Matts og Isabels mors kujonagtige kæreste. I “De Udvalgte” opdager Ethan og Isabel, at Jimmy i virkeligheden er medlem af Hirden. Han byggede fælderne omkring den urgamle by Veridian. I “The Key” bliver det afsløret, at Jimmy er udvalgt af den udødelige Dartemis, som beskytter af hans søn, Matt. Hans evner, har vist sig at være temmelig brugbare. Han er tildelt den største sikkerhed og er et af de mest ærede medlemmer af Hirden.